# Only When I Sleep
Only When I Sleep is een nummer van de Ierse rockband The Corrs uit 1997. Het is de eerste single van hun tweede studioalbum Talk on Corners.
"Only When I Sleep" is een poprocknummer dat gaat over een verliefdheid die wederzijds is in je dromen, maar niet in de realiteit. Het nummer werd een hit in Ierland, het thuisland van The Corrs, waar het de 10e positie bereikte. In het Nederlandse taalgebied wist het nummer geen hitlijsten te behalen.